# Wachbataillon beim Bundesministerium der Verteidigung
Il Wachbataillon beim Bundesministerium der Verteidigung (Battaglione Guardie presso il Ministero federale della difesa) è una unità delle Forze armate tedesche che attende a compiti di rappresentanza.
In caso di guerra gli è affidata la tutela degli organi del governo federale.

## Storia

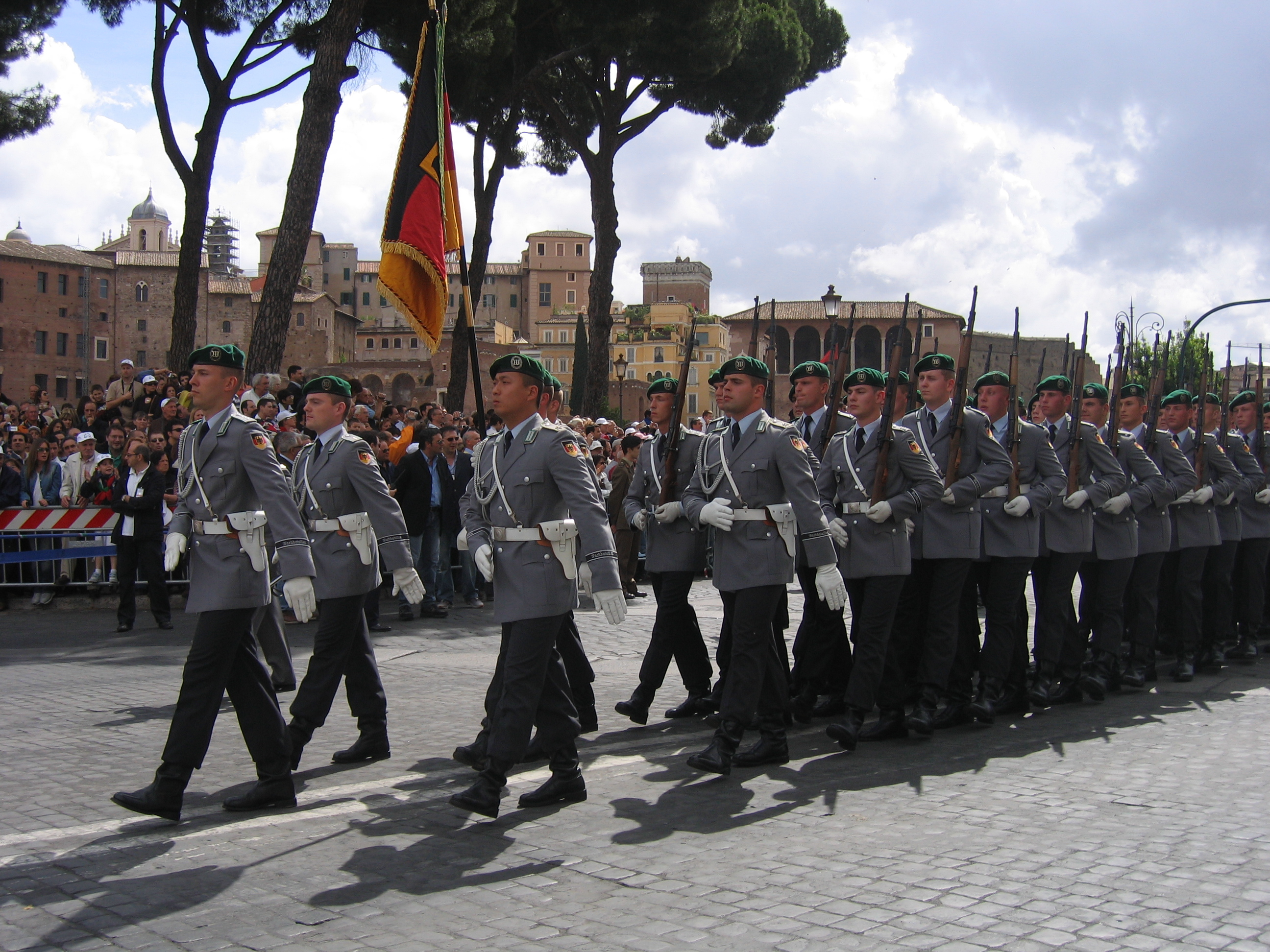
Militari del Wachbataillon in uniforme dell'esercito a Roma (2 giugno 2007)

Il Wachbataillon fu costituito nel 1957 a Rheinbach, nei pressi di Bonn, allora capitale della Repubblica federale di Germania, su quattro compagnie alimentate da personale proveniente esclusivamente dall'esercito. Nel 1959 la sede del battaglione è stata trasferita a Siegburg, sempre nella zona di Bonn. Nel corso degli anni il numero delle compagnie è salito a nove, di cui due con personale della Luftwaffe e una con personale distaccato dalla Marina. Nel 1961 il battaglione è stato indicato quale erede delle tradizioni del 1. Garde-Regiment zu Fuß. Con il trasferimento a Berlino degli organi del governo federale (previsto per il 1999), il battaglione cominciò nel 1995 a distaccare alcune compagnie nella nuova sede della Julius-Leber-Kaserne, nelle vicinanze dell'aeroporto di Berlino-Tegel. Dal 1999 al 2014 è stata in vigore la dislocazione di 7 compagnie a Berlino e 2 (la 3ª e la 6ª) a Bonn. Nel 2014 le due compagnie di stanza a Siegburg sono state trasferite a Berlino.

## Compiti

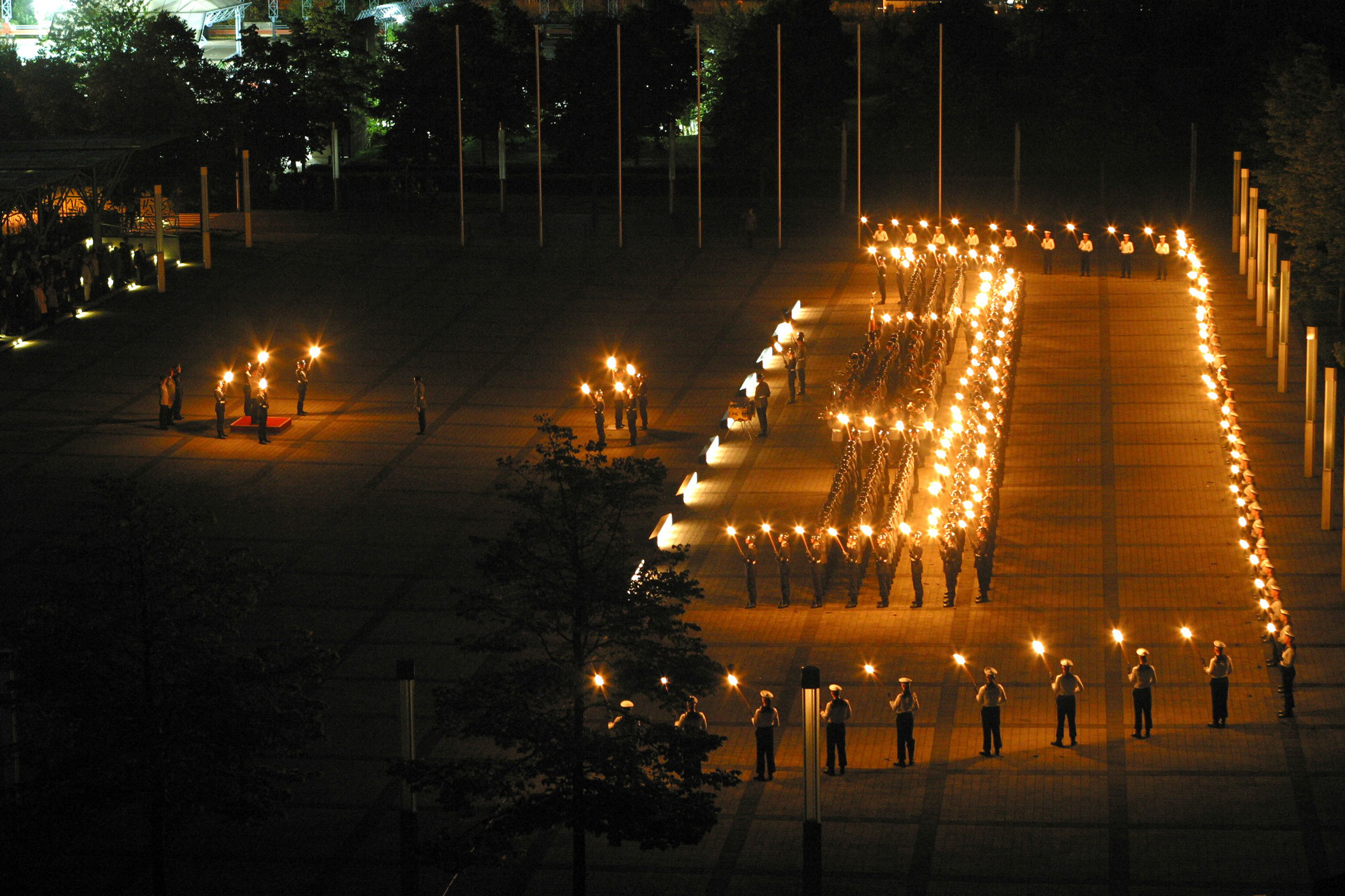
Il Wachbataillon durante la cerimonia del Großer Zapfenstreich

Compito primario del battaglione sono i servizi di rappresentanza, tra cui la cerimonia del Großer Zapfenstreich, eseguita tra l'altro in occasione del congedo di alti ufficiali e della cessazione dalla carica di alte personalità dello Stato. In caso di guerra è compito del battaglione proteggere gli organi del governo federale.
I militari del battaglione sono gli unici soldati della Bundeswehr a ricevere ancora l'addestramento formale prussiano, che viene usato nei servizi protocollari. L'addestramento al combattimento è quello previsto per le unità di fanteria leggera (Jäger). Per ragioni di tradizione però il grado più basso della truppa non si chiama Jäger ("cacciatore"), bensì Grenadier ("granatiere"). Il giuramento dei componenti avviene nel Bendlerblock, dinanzi alla lapide commemorativa del conte Claus Schenk von Stauffenberg.
Il Wachbataillon non dispone di una banda propria, e viene accompagnato dallo Stabsmusikkorps der Bundeswehr ("Banda centrale della Bundeswehr").

## Organizzazione
Il battaglione ha un organico di 1.033 uomini su 9 compagnie. Il comandante, solitamente, riveste il grado di tenente colonnello.
Il battaglione dipende dal comando della guarnigione di Berlino, a sua volta parte della Streitkräftebasis.
| Compagnia       | Compiti                         | Uniforme    | Stazionata a |
| --------------- | ------------------------------- | ----------- | ------------ |
| 1./WachBtl BMVg | Compagnia comando e servizi     | Esercito    | Berlino      |
| 2./WachBtl BMVg | Protocollo                      | Esercito    | Berlino      |
| 3./WachBtl BMVg | Protocollo                      | Esercito    | Berlino      |
| 4./WachBtl BMVg | Protocollo                      | Marina      | Berlino      |
| 5./WachBtl BMVg | Protocollo                      | Aeronautica | Berlino      |
| 6./WachBtl BMVg | Sorveglianza                    | Esercito    | Berlino      |
| 7./WachBtl BMVg | Addestramento reclute           | Esercito    | Berlino      |
| 8./WachBtl BMVg | Sorveglianza (Posizione quadro) | Esercito    | Berlino      |
| 9./WachBtl BMVg | Sorveglianza (Posizione quadro) | Esercito    | Berlino      |

## Armamento
Nei servizi di protocollo l'arma di ordinanza individuale è la carabina Mauser 98k. Per le occasioni in cui il cerimoniale richieda salve di cannone, il battaglione dispone di sei obici M101.
Per i servizi di sorveglianza, il battaglione dispone dell'armamento individuale standard delle unità di fanteria leggera dell'esercito tedesco, tra cui il fucile d'assalto G36. A differenza delle normali unità di Jäger però il battaglione non dispone di armi pesanti (tolti i sei obici).